# Drosophila suboccidentalis
Drosophila suboccidentalis är en tvåvingeart som beskrevs av Spencer 1942. Drosophila suboccidentalis ingår i släktet Drosophila och familjen daggflugor.
Artens utbredningsområde täcker delar av USA.